# Taphoxenus
Taphoxenus is een geslacht van kevers uit de familie van de loopkevers (Carabidae). De wetenschappelijke naam van het geslacht is voor het eerst geldig gepubliceerd in 1850 door Motschulsky.

## Soorten
Het geslacht Taphoxenus omvat de volgende soorten:
- Taphoxenus alatavicus Semenov, 1908
- Taphoxenus cellarum Adams, 1817
- Taphoxenus cerberus Ganglbauer, 1905
- Taphoxenus gigas Fischer von Waldheim, 1823
- Taphoxenus goliath Faldermann, 1836
- Taphoxenus hauserianus Casale, 1988
- Taphoxenus persicus Jedlicka, 1952
- Taphoxenus transmontanus Semenov, 1908
- Taphoxenus trochanteratus Emdan, 1954